# Gare de Vientiane
La gare de Vientiane ou gare de Vientiane Capital (en lao : ສະຖານີນະຄອນຫຼວງວຽງຈັນ / Sathani Nakhonruang Viangchan) est une gare ferroviaire de la ligne Boten - Vientiane. Elle est située dans le district de Xaythany (en) de Vientiane, la capitale du Laos. 
Elle est mise en service en 2021.

## Situation ferroviaire
La gare de Vientiane est le terminus de la ligne Boten - Vientiane, qui rejoint la gare frontalière de Boten.

## Histoire
À la suite d'un partenariat signé entre le Laos et la Chine pour la construction d'un chemin de fer reliant les deux pays, la construction débute en décembre 2016. La construction est réalisée par China Railway Construction. La gare est terminée le 7 octobre 2021.Le trajet inaugural sur la ligne est effectué le 3 décembre 2021, juste à temps pour la célébration de la fête nationale du Laos.
Le projet est critiqué pour le fait que le Laos est un pays très pauvre et qu'il aura de la difficulté à payer sa dette. Une agence laotienne des droits humains note aussi les 4 400 expropriations de terres agricoles effectuées pour le projet.

## Service des voyageurs

### Accueil
La station, d'une superficie de 14 543 mètres carrés peut accueillir jusqu'à 2 500 voyageurs. Le bâtiment suit le style de l'architecture chinoise ancienne tout en incorporant les éléments naturels du Laos, pour symboliser l'amitié Chine-Laos, selon l'entreprise responsable de la gare.

### Desserte
La gare de Vientiane a trois quais servant cinq voies, avec deux quais donnant sur deux voies supplémentaires.

Installations et desserte
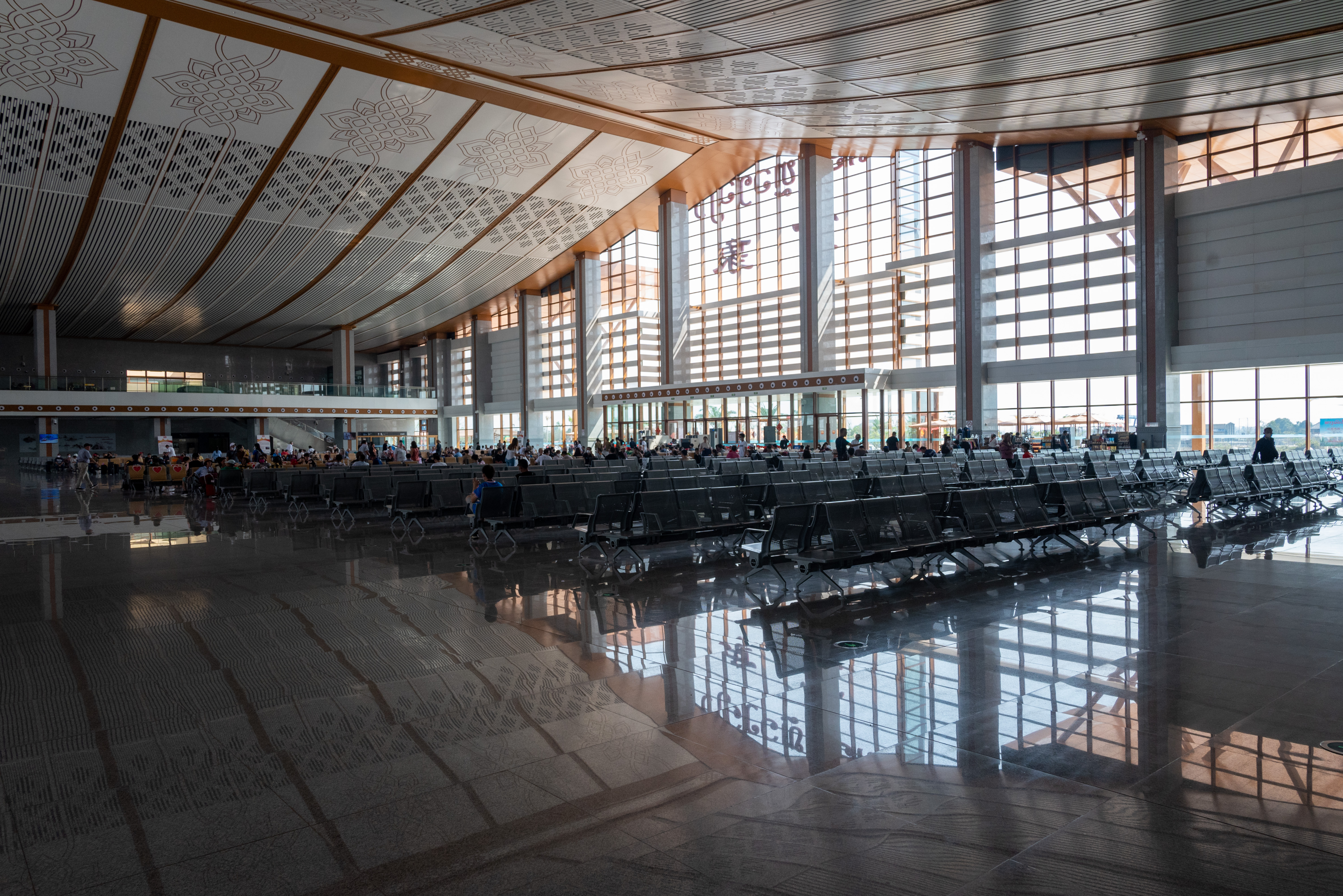
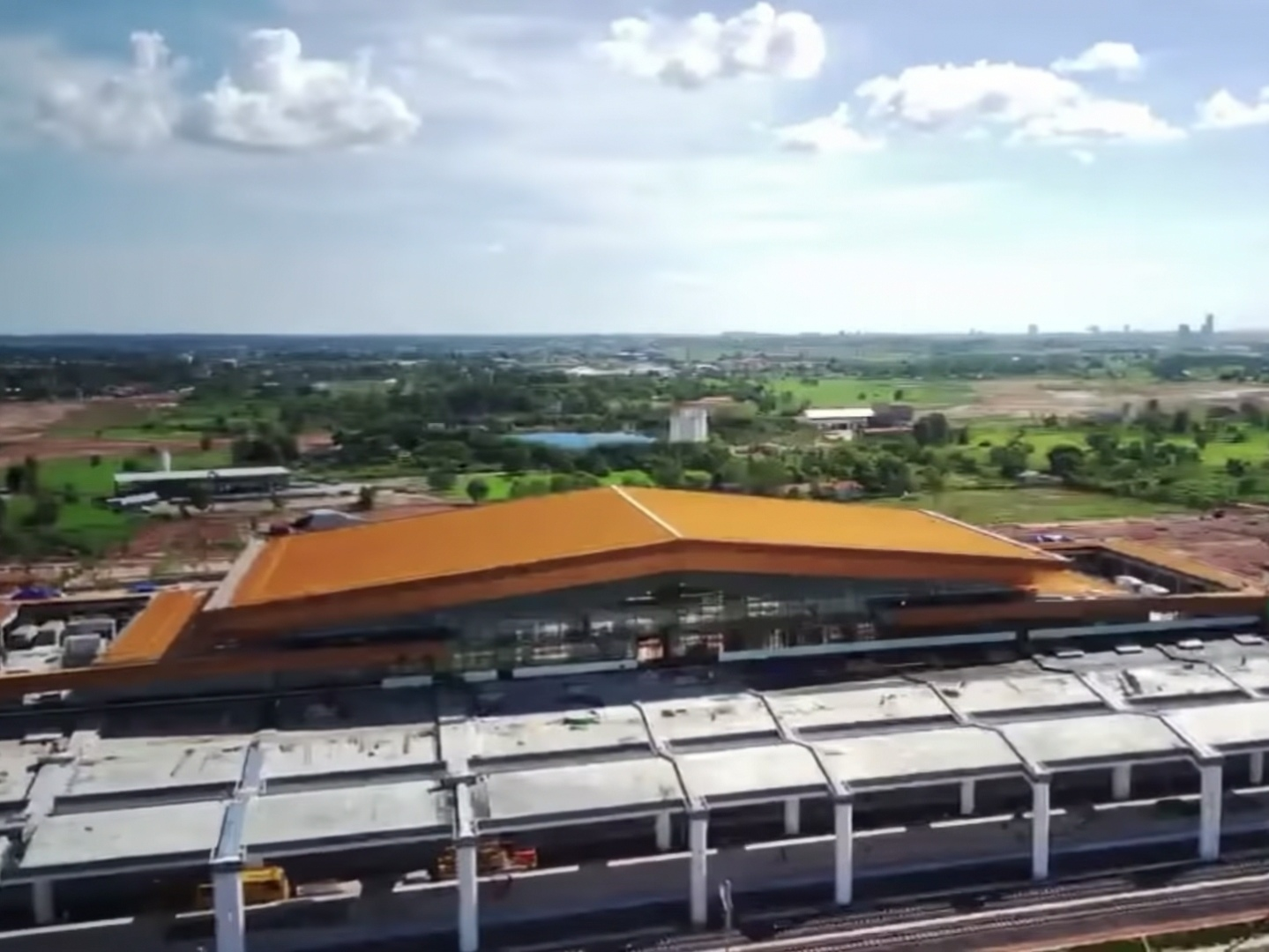
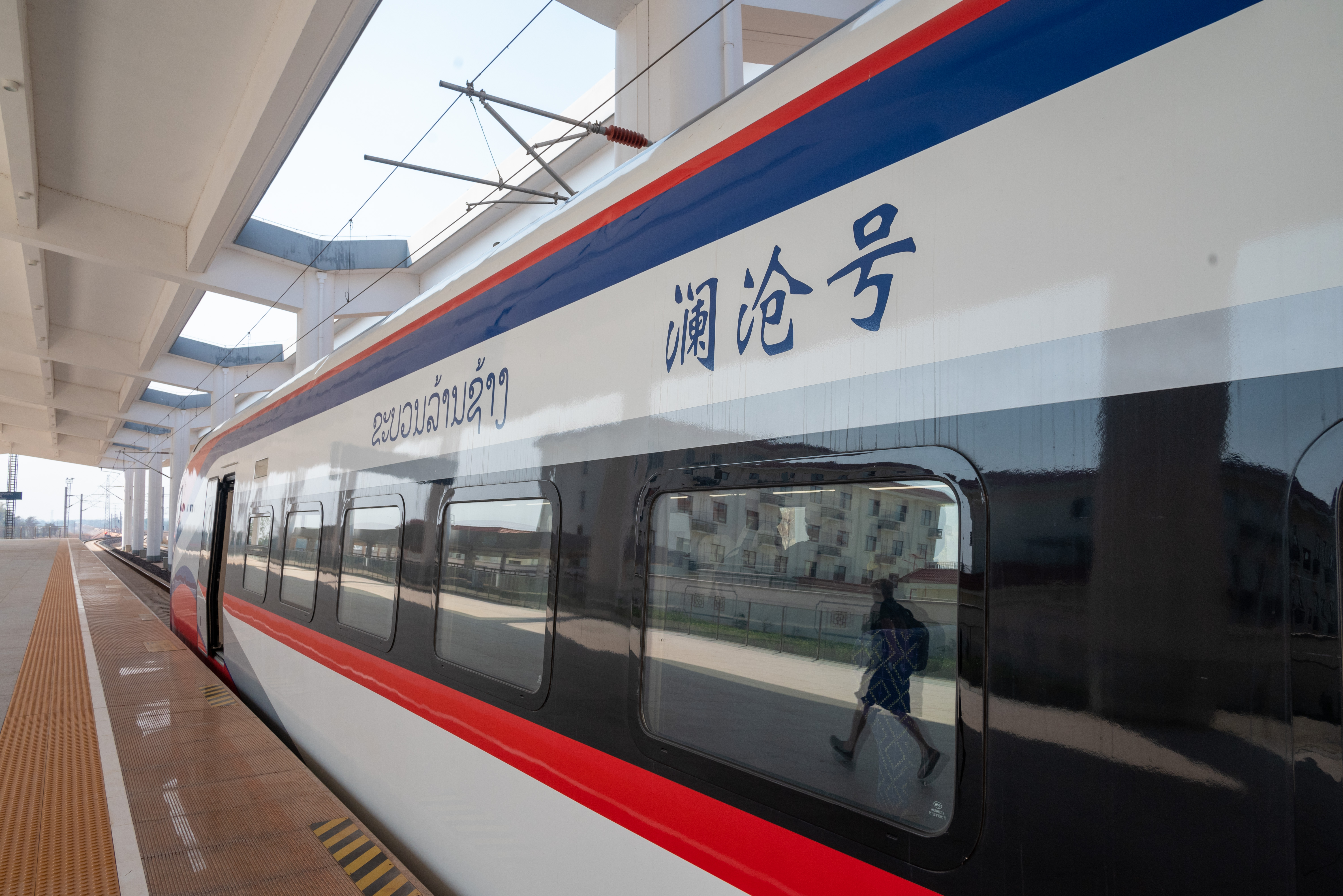